# ヤングハズバンド半島

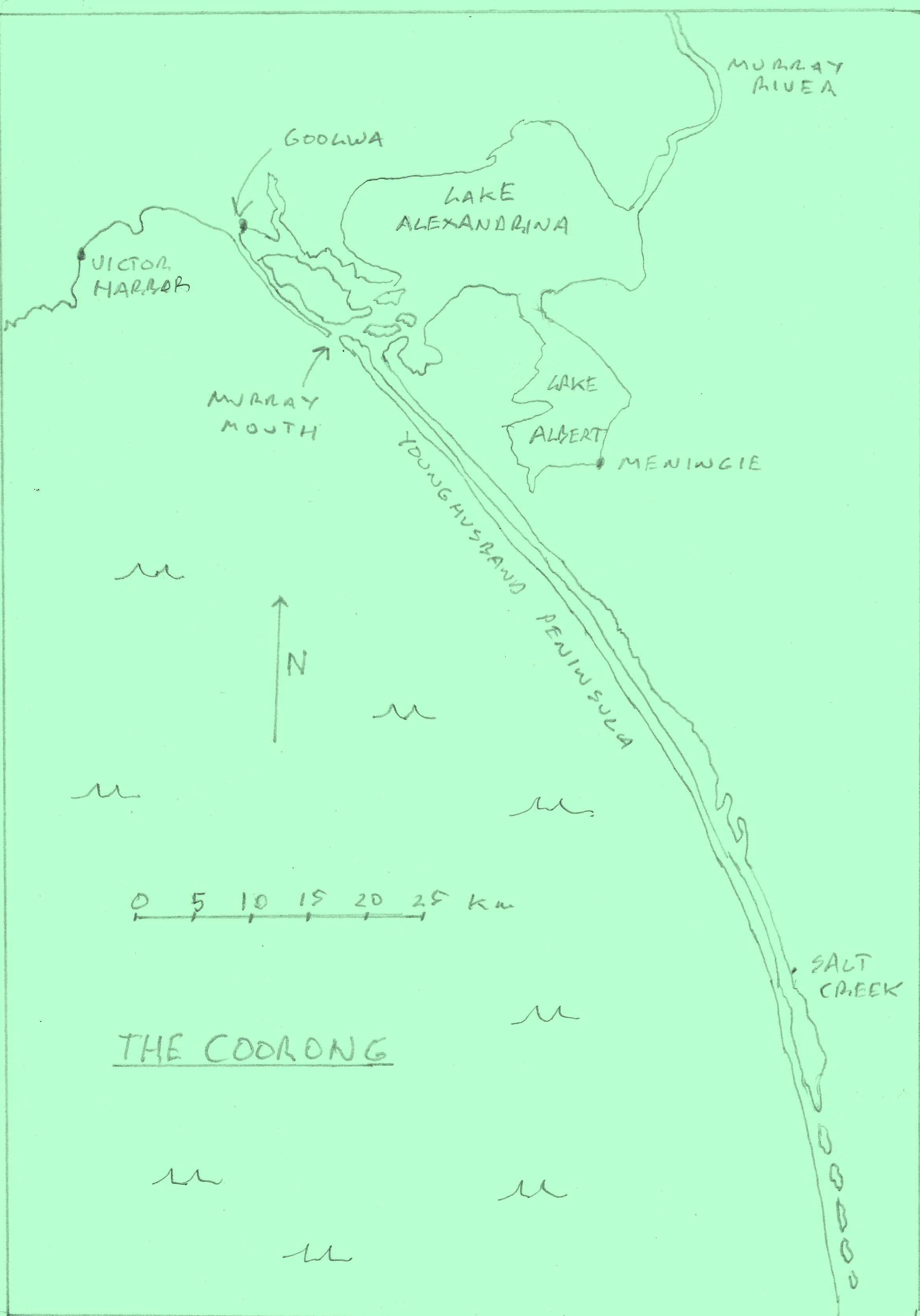
ヤングハズバンド半島の場所

ヤングハズバンド半島 (英語:Younghusband Peninsula)、直訳:若旦那半島、は南オーストラリア州にある非常に細長い半島である。 クーロン海峡 (タウウィッチャー海峡 (the Tauwitchere Channel))とエンカウンター湾とを分ける。半島の先端はマレー川の河口で、クーロン国立公園内部に位置する。半島の長さは110キロメートル (68 mi)を越えるのに対し、幅は一番広い場所でも3キロメートル (1.9 mi)を満たない。最も狭い場所は350メートル (1,150 ft)をも満たない。サーリチャード半島西側のグールワからヤングハズバンド半島のキングストン・SE迄は砂丘である。半島は南オーストラリア直轄植民地の政治家であったウィリアム・ヤングハズバンドに因んで名付けられた。

## 歴史

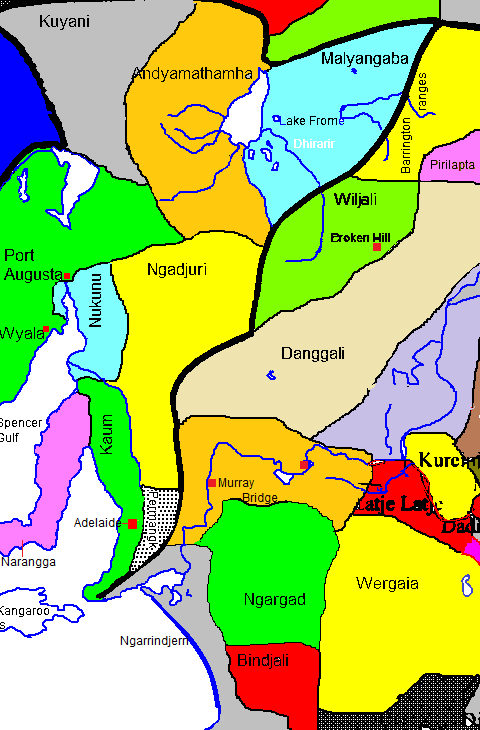
アデレード周辺の民族地図

ヤングハズバンド半島にはンガリンジェリ族が居住していた。